# Người ta có thương mình đâu
"Người ta có thương mình đâu" là tên đĩa đơn của Trúc Nhân được phát hành sau hơn một năm im ắng vào ngày 17 tháng 7 năm 2018 trên Spotify và Nhaccuatui.com. Đây là là bản ballad nhẹ nhàng với ca từ buồn do 9 nhạc sĩ và producer cùng nhau hợp tác sản xuất là Nguyễn Hải Phong, Hứa Kim Tuyền, Trần Dũng Khánh, Blada Jean Paul, Nguyễn Hải Minh Cơ, Nguyễn Công Thành.
Nội dung bài hát xoay quanh nỗi lòng của những người trót yêu đơn phương người khác mà vì lý do nào đó chẳng thể thổ lộ. Phần hình ảnh trong video âm nhạc cũng được xây dựng bám sát ca từ, tái hiện ba câu chuyện tình cảm éo le, xúc động của các nhân vật. Nhưng đến cuối cùng, tất cả đều không có cái kết hạnh phúc, để lại nhiều tiếc nuối cho người xem. Trong video, Trúc Nhân xuất hiện thoáng chốc, đóng vai trò là nội tâm của các nhân vật trong các câu chuyện.
Chia sẻ về sản phẩm âm nhạc lần này, Trúc Nhân cho biết bản thân muốn cho khán giả thấy thêm nhiều góc cạnh khác trong âm nhạc mà trước giờ anh vẫn chưa có cơ hội thể hiện. Với sự hợp tác với nhạc sĩ Nguyễn Hải Phong và nhiều tên tuổi mới trong làng nhạc, Trúc Nhân hi vọng ca khúc sẽ đem lại nhiều cảm xúc cho khán giả sau khi thưởng thức.

## Thực hiện
"Người ta có thương mình đâu" là ca khúc đầu tiên của V-pop được sản xuất bởi một ekip đông đảo gồm 9 người . Trong đó, phần sáng tác do Hứa Kim Tuyền, Trần Dũng Khánh, Blada Jean Paul, Nguyễn Hải Minh Cơ, Nguyễn Công Thành đảm nhận, nhạc sĩ Nguyễn Hải Phong và Trần Dũng Khánh thực hiện hoà âm phối khí.
| “                              | Tôi chọn "Người ta có thương mình đâu" vì bài này khác gu âm nhạc của mình trước giờ. Ca khúc được viết riêng cho màu giọng của tôi nên tôi muốn phát hành nó như bước đi đầu tiên trong năm nay. Điều tôi ngại nhất trong lần quay lại này là phải vượt qua cái bóng của Trúc Nhân trước đó chứ không phải vượt qua một ai khác. | ” |
| — Trúc Nhân chia sẻ về ca khúc | |   |

## Video âm nhạc
Ngày 14 tháng 7 năm 2018, Trúc Nhân tung teaser dài 30 giây. Trong teaser, khán giả thấy được 3 câu chuyện đời thường được lồng ghép vào nhau, Trúc Nhân xuất hiện ở phần cuối với gương mặt u buồn, đôi mắt đỏ hoe.
Ngày 17 tháng 7 năm 2018, vào lúc 8 giờ tối, Trúc Nhân chính thức phát hành video âm nhạc Người ta có thương mình đâu, nội dung video là 3 câu chuyện được lồng ghép vào nhau. Câu chuyện đầu tiên của hai cascadeur, trong đó Việt Dũng thầm thương người bạn diễn của mình. Câu chuyện thứ hai là về cô phóng viên trẻ Thùy Linh 'cảm nắng' anh chàng quay phim làm cùng đài truyền hình. Cuối cùng là câu chuyện về mối tình đơn phương của chàng sinh viên kiến trúc Trịnh Tài dành cho cô bạn cùng lớp.
Nhưng đến cuối cùng, kết cục của cả 3 chưa hoàn hảo, để lại nhiều tiếc nuối cho người xem. Đúng như câu hỏi cuối video 'Người bạn thương có thương bạn không?' chứa đựng sự day dứt và cô đơn. Trúc Nhân cho biết, 3 câu chuyện trong video âm nhạc này không phải kể chuyện chính mình. Vì chuyện của anh hoàn toàn không liên quan đến yêu đơn phương một ai đó.
Đạo diễn Kawaii Nguyễn Tuấn Anh - người từng thành công với các sản phẩm như "Em gái mưa", "Đừng hỏi em" cũng là người thực hiện video âm nhạc lần này của Trúc Nhân.